# Grand Pass (Missouri)
Pour les articles homonymes, voir Grand Pass.
Grand Pass est un village du comté de Saline, dans le Missouri, aux États-Unis,. Il est incorporé en 1889. Le village est baptisé en référence au sentier Great Osage (en) qui traversait la ville.

## Démographie
Lors du recensement de 2010, le village comptait une population de 66 habitants. Elle est également estimée, en 2016, à 66 habitants.

### Source de la traduction
- (en) Cet article est partiellement ou en totalité issu de l’article de Wikipédia en anglais intitulé « Grand Pass, Missouri » (voir la liste des auteurs).